# Golden Child
Golden Child (hangul: 골든 차일드) – południowokoreański boysband założony przez Woollim Entertainment w 2017 roku. Zadebiutowali 28 sierpnia 2017 roku, wydając minialbum Gol-Cha!.

## Historia

### 2017: Debiut zGol-Cha!iMiracle
9 stycznia 2017 roku Woollim Entertainment zapowiedziało W Project. Później potwierdzono, że W Project będzie preddebiutowym projektem dla stażystów agencji, przez który wydadzą muzykę przed oficjalnym debiutem.
30 maja 2017 roku Golden Child pojawili się na swoim debiutanckim reality show, 2017 Woollim Pick, prowadzonym przez Lee Sung-yeola z Infinite i Oh Hyun-mina. 9 sierpnia ogłoszono, że Golden Child pojawią się gościnnie w serialu 20segi sonyeonsonyeo. Zespół oficjalnie zadebiutował 28 sierpnia wydając pierwszy minialbum Gol-Cha! i główny singel z płyty – „DamDaDi”. 17 września minialbum osiągnął pierwsze miejsce w dziennym rankingu największego japońskiego serwisu muzycznego Tower Records. 16 października ukazała się piosenka „Love Letter”, która została użyta w serialu 20segi sonyeonsonyeo.

### 2018:Wish
7 stycznia 2018 roku Woollim Entertainment ogłosiło, że Jaeseok opuścił grupę z powodu problemów zdrowotnych. 15 stycznia Golden Child zapowiedzieli comeback na koniec stycznia 2018 roku w 10-osobowym składzie. Później zapowiedzieli tytuł i datę premiery drugiego minialbumu Miracle (kor. 기적) na 29 stycznia. W dniu premiery płyty ukazał się także teledysk do głównego singla – „It’s U” (kor. 너라고). 13 marca na oficjalnym kanale YouTube agencji ukazał się teledysk do innej piosenki z minialbumu – „LADY”. Miracle w ciągu kilku dni sprzedał się w liczbie ponad 32 tys. egzemplarzy.
9 maja zapowiedziano występ Golden Child podczas KCON NY 2018. 22 maja w Seulu odbył się pierwszy fanmeeting Golden Day z okazji pierwszej rocznicy zespołu. 24 i 25 maja zorganizowali także spotkania z fanami w Nagoi i Tokio w Japonii, odpowiednio.
20 czerwca o północy czasu koreańskiego grupa ujawniła koncepcyjne zdjęcia członków. Dodatkowo ogłosili, że 4 lipca wydadzą swój pierwszy album singlowy Goldenness, którego tytuł jest również oficjalną nazwą ich fanklubu. Główną piosenką z wydawnictwa jest „Let Me”.
15 października Woollim Entertainment opublikowało wideo informujące o październikowym comebacku Golden Child. Trzeci minialbum Wish ukazał się 24 października, wraz z teledyskiem do głównego singla „Genie”.

### Od 2019:Re-bootiTake a Leap
18 listopada 2019 roku Golden Child wydali swój pierwszy studyjny album pt. Re-boot. Album zawiera dwanaście utworów, w tym główny singel „Wannabe”. 26 grudnia Golden Child po raz pierwszy zdobyli wygraną w programie muzycznym – M Countdown.
Pierwsze solowe koncerty grupy, pt. Future and Past, odbyły się 18 i 19 stycznia 2020 roku. Dzień później opublikowali zwiastun albumu Without You, będącego wersją powiększoną (repackage) płyty Re-boot. Album ukazał się 29 stycznia.
20 marca 2020 roku ogłoszono, że grupa dołączy do telewizyjnego konkursu Road to Kingdom. Byli pierwszą grupą wyeliminowaną w piątym odcinku.
23 czerwca zespół wydał czwarty minialbum pt. Take a Leap, zawierający siedem utworów, w tym główny singel „One (Lucid Dream)”. 7 października ukazał się drugi singel pt. Pump It Up, który zawierał trzy utwory, w tym utwór o tym samym tytule.
2 stycznia 2021 roku zapowiedziano comeback grupy z piątym minialbumem. Płyta Yes. i teledysk do głównego singla „Burn It” ukazały się 25 stycznia.

## Członkowie

### Obecni
- Lee Dae-yeol (kor. 이대열) – lider, prowadzący wokal, tancerz
- Y (kor. 와이), właśc. Choi Seong-yoon (kor. 최성윤) – główny wokal
- Lee Jang-jun (kor. 이장준) – główny raper
- TAG (kor. 태그), właśc. Son Young-taek (kor. 손영택) – główny raper
- Bae Seung-min (kor. 배승민) – prowadzący wokal
- Bong Jae-hyun (kor. 봉재현) – wokal wspierający
- Kim Ji-beom (kor. 김지범) – prowadzący wokal
- Kim Dong-hyun (kor. 김동현) – wokal wspierający, główny tancerz
- Hong Joo-chan (kor. 홍주찬) – główny wokal
- Choi Bo-min (kor. 최보민) – wokal wspierający, tancerz

### Byli
- Park Jae-seok (kor. 박재석) – wokal wspierający, tancerz

## Dyskografia

### Albumy studyjne
| 2019                                           | Re-boot - Wydany: 18 listopada 2019 - Wytwórnia: Woollim Entertainment - Format: CD, digital download                                       | 8  | - KOR: 21 743+  |
| 2020                                           | Without You - Wydanie ponowne płyty Re-boot. - Wydany: 29 stycznia 2020 - Wytwórnia: Woollim Entertainment - Format: CD, digital download   | 4  | - KOR: 22 953+  |
| 2021                                           | Game Changer - Wydany: 2 sierpnia 2021 - Wytwórnia: Woollim Entertainment - Format: CD, digital download                                    | 2  | - KOR: 148 177+ |
| 2021                                           | Ddara - Wydanie ponowne płyty Game Changer. - Wydany: 5 października 2021 - Wytwórnia: Woollim Entertainment - Format: CD, digital download | 12 | - KOR: 42 432+  |
| „–” oznacza, że wydawnictwo nie było notowane. | |    |                 |

### Minialbumy
| Rok                                            | Dane dot. albumu | Najwyższa pozycja | Najwyższa pozycja | Najwyższa pozycja | Sprzedaż        |
| Rok                                            | Dane dot. albumu | KOR               | JPN               | TW                | Sprzedaż        |
| ---------------------------------------------- | --- | ----------------- | ----------------- | ----------------- | --------------- |
| 2017                                           | Gol-Cha! - Wydany: 28 sierpnia 2017 - Wytwórnia: Woollim Entertainment, CJ E&M - Format: CD, digital download                         | 3                 | –                 | 3                 | - KOR: 27 808+  |
| 2018                                           | Miracle (奇跡(기적)) - Wydany: 29 stycznia 2018 - Wytwórnia: Woollim Entertainment, LOEN Entertainment - Format: CD, digital download | 3                 | 22                | 6                 | - KOR: 45 875+  |
| 2018                                           | Wish - Wydany: 24 października 2018 - Wytwórnia: Woollim Entertainment, LOEN Entertainment - Format: CD, digital download             | 3                 | 19                | 6                 | - KOR: 45 307+  |
| 2020                                           | Take a Leap - Wydany: 23 czerwca 2020 - Wytwórnia: Woollim Entertainment - Format: CD, digital download                               | 6                 | 26                | 7                 | - KOR: 65 220+  |
| 2021                                           | Yes. - Wydany: 25 stycznia 2021 - Wytwórnia: Woollim Entertainment - Format: CD, digital download                                     | 2                 | 42                | 4                 | - KOR: 113 966+ |
| 2022                                           | Aura - Wydany: 8 sierpnia 2022 - Wytwórnia: Woollim Entertainment - Format: CD, digital download                                      |                   |                   |                   |                 |
| „–” oznacza, że wydawnictwo nie było notowane. | |                   |                   |                   |                 |

### Single
Single CD
| Rok                                            | Dane dot. płyty                                                                                            | Najwyższa pozycja | Najwyższa pozycja | Sprzedaż       |
| Rok                                            | Dane dot. płyty                                                                                            | KOR               | TW                | Sprzedaż       |
| ---------------------------------------------- | --- | ----------------- | ----------------- | -------------- |
| 2018                                           | Goldenness - Wydany: 4 lipca 2018 - Wytwórnia: Woollim Entertainment - Format: CD, digital download        | 6                 | 6                 | - KOR: 33 953+ |
| 2020                                           | Pump It Up - Wydany: 7 paźdizernika 2020 - Wytwórnia: Woollim Entertainment - Format: CD, digital download | 2                 | 5                 | - KOR: 98 239+ |
| „–” oznacza, że wydawnictwo nie było notowane. | |                   |                   |                |

Single cyfrowe
- „DamDaDi” (kor. 담다디) (2017)
- „It's U” (kor. 너라고) (2018)
- „Let Me” (2018)
- „Genie” (2018)
- „Wannabe” (2019)
- „Without You” (2020)
- „One (Lucid Dream)” (2020)
- „Pump It Up” (2020)
- „Burn It” (2021)